# Djamel Chaïbi
Pour les articles homonymes, voir Chaïbi.
Djamel Chaïbi, né le 24 avril 1960 à Sétif (Algérie française) où il meurt le 24 juin 2025 (Algérie), est un joueur de football international algérien, qui occupe le poste de défenseur,. Il devient ensuite entraîneur.

## Biographie
Djamel Chaïbi est né le 25 avril 1960 à Sétif.
Ayant porté une fois le maillot des Verts de l’équipe nationale algérienne seniors contre le Mali pour le compte des éliminatoires de la CAN en 1981, il dispute toutefois plusieurs matches avec la grande sélection nationale juniors, championne d’Afrique en 1979 et représentant du continent en coupe du monde au Japon en 1979.
Avec son club de l’Entente sportive sétifienne (ESS), il remporte la coupe d’Algérie de 1980 face à l’USM Alger et le titre de champion d’Algérie de 1987.
Après sa carrière de joueur, il demeure dans le milieu du football en embrassant le métier d’entraîneur qu’il exerce essentiellement au sein de son équipe de l’Entente dans les catégorie de jeunes.

## Palmarès
- coupe d’Algérie en 1980
- champion d’Algérie en 1987.

- International algérien sélectionné en 1980
- Nombre de matchs joués: 0  (plus 1 match d'application)
- Participation à la Coupe du Monde Juniors (U20) de 1979
- Participation à 2 Coupes d'Afrique des Nations Juniors (U20) (1978, 1979)